# Prodan
Prodan (1172. – 1185.) deseti zagrebački biskup, nasljednik Bernalda.

## Životopis
Ivan Arhiđakon Gorički navodi Prodana kao Bernaldova nasljednika. Prema Ivanu Krstitelju Tkalčiću bio je zagrebačkim biskupom od 1172. do 1185. godine. Prema predaji, u Zagrebačku biskupiju doveo je templare i dao im posjed Glogovnicu kraj Križevaca i zemlju u zagrebačkoj Novoj Vesi.

## Vanjske poveznice
Mrežna mjesta
- Bernald (1162. - 1172.), životopis na stranicama Zagrebačke nadbiskupije

| Titule u Katoličkoj Crkvi | Titule u Katoličkoj Crkvi       | Titule u Katoličkoj Crkvi |
| ------------------------- | ------------------------------- | ------------------------- |
| prethodnik Bernald        | zagrebački biskup 1172. – 1185. | nasljednik Ugrin Csák     |